# Satz von Vitali (Maßtheorie)
Der Satz von Vitali (nach Giuseppe Vitali) ist ein mathematischer Lehrsatz aus der Maßtheorie. Er besagt, dass es eine Teilmenge der reellen Zahlen gibt, die nicht Lebesgue-messbar ist. Man bezeichnet jede der durch den Beweis des Satzes von Vitali entstandenen Mengen auch als Vitali-Menge. Deren Existenz wird dabei unter Zuhilfenahme des Auswahlaxioms bewiesen, insbesondere werden sie nicht explizit angegeben. Die Vitali-Mengen gelten als Standardbeispiele für nicht Lebesgue-messbare Mengen.

## Die Bedeutung nicht-messbarer Mengen
Bestimmten Mengen kann eine Länge bzw. ein Maß zugeordnet werden. Dem Intervall {\displaystyle [0,1]} wird die Länge {\displaystyle 1} zugeordnet und allgemein einem Intervall {\displaystyle [a,b]}, {\displaystyle a<b}, die Länge {\displaystyle b-a}. Wenn wir solche Intervalle als Metallstangen auffassen, haben sie ebenso eine wohldefinierte Masse. Wenn die {\displaystyle [0,1]}-Stange {\displaystyle 1\,\mathrm {kg} } wiegt, wiegt die {\displaystyle [3,9]}-Stange {\displaystyle 6\,\mathrm {kg} }. Die Menge {\displaystyle [0,1]\cup [2,3]} ist aus zwei Intervallen der Länge eins zusammengesetzt, und ihre Gesamtlänge ist demnach {\displaystyle 2}, oder, wenn man es wieder auf Massen bezieht, zwei Stangen mit der Masse {\displaystyle 1\,\mathrm {kg} } ergeben die Gesamtmasse {\displaystyle 2\,\mathrm {kg} }.
Dabei stellt sich natürlicherweise die Frage: Wenn {\displaystyle E} eine beliebige Teilmenge der reellen Achse ist, hat sie dann eine Masse bzw. Länge? Zum Beispiel können wir uns fragen, was das Maß der rationalen Zahlen ist. Diese liegen dicht in der reellen Achse, und damit ist es zunächst nicht klar, welches Maß man hier vernünftigerweise zuordnen will.
In dieser Situation stellt sich letztlich heraus, dass die sinnvolle Zuordnung das Maß {\displaystyle 0} ist – in Übereinstimmung mit dem, was das Lebesgue-Maß liefert, das dem Intervall {\displaystyle [a,b]} die Länge {\displaystyle b-a} zuordnet.
Jede Menge mit wohldefiniertem Maß wird messbar genannt. Bei der Konstruktion des Lebesgue-Maßes (zum Beispiel über das äußere Maß) ist es zunächst nicht klar, ob nicht-messbare Mengen existieren.

## Konstruktion und Beweis
Wenn {\displaystyle x} und {\displaystyle y} reelle Zahlen und {\displaystyle x-y} eine rationale Zahl ist, dann schreiben wir {\displaystyle x\sim y} und sagen, dass {\displaystyle x} und {\displaystyle y} äquivalent sind – man kann zeigen, dass {\displaystyle \sim } eine Äquivalenzrelation ist. Zu jedem {\displaystyle x} gibt es eine Teilmenge {\displaystyle [x]=\{y\in \mathbb {R} \mid x\sim y\}\subseteq \mathbb {R} }, die Äquivalenzklasse von {\displaystyle x}. Die Menge der Äquivalenzklassen bildet eine Partition von {\displaystyle \mathbb {R} }. Das Auswahlaxiom erlaubt es uns, eine Menge {\displaystyle V\subset [0,1]} auszuwählen, die einen Repräsentanten jeder Äquivalenzklasse enthält (für jede Äquivalenzklasse {\displaystyle [x]} enthält die Menge {\displaystyle V\cap [x]} nur ein einziges Element). Wir nennen {\displaystyle V} dann eine Vitali-Menge.
Die Vitali-Mengen sind nicht messbar. Um das zu zeigen, nehmen wir an, {\displaystyle V} wäre messbar. Aus dieser Annahme schließen wir im Folgenden, dass die abzählbar unendliche Summe {\displaystyle a+a+\dotsb } immer derselben Zahl {\displaystyle a} zwischen {\displaystyle 1} und {\displaystyle 3} liegt – das ist offensichtlich falsch und durch den Widerspruch ist die Annahme widerlegt.
Sei nun zunächst {\displaystyle q_{1},q_{2},\dots } eine Abzählung der rationalen Zahlen in {\displaystyle [-1,1]} (die rationalen Zahlen sind abzählbar). Die Mengen {\displaystyle V_{k}=\{v+q_{k}\mid v\in V\}}, {\displaystyle k\in \mathbb {N} } sind nach Konstruktion von {\displaystyle V} paarweise disjunkt, außerdem ist 
{\displaystyle [0,1]\subseteq \bigcup _{k=1}^{\infty }V_{k}\subseteq [-1,2].}
(Um die erste Inklusion einzusehen, betrachte man eine reelle Zahl {\displaystyle x} aus {\displaystyle [0,1]} und den Repräsentanten {\displaystyle v\in V} der Äquivalenzklasse {\displaystyle [x]}, dann existiert eine rationale Zahl {\displaystyle q_{k}} aus {\displaystyle [-1,1]}, sodass {\displaystyle x-v=q_{k}} für ein {\displaystyle k\in \mathbb {N} } gilt, also ist {\displaystyle x\in V_{k}}.)
Aus der Definition Lebesgue-messbarer Mengen folgt, dass alle diese Mengen die folgenden beiden Eigenschaften haben:
1. Das Lebesgue-Maß ist σ-additiv, das heißt, für abzählbar viele paarweise disjunkte {\displaystyle A_{i}} gilt
{\displaystyle \lambda \left(\bigcup _{i=1}^{\infty }A_{i}\right)=\sum _{i=1}^{\infty }\lambda (A_{i}).}
2. Das Lebesgue-Maß ist translationsinvariant, das heißt für reelle Zahlen {\displaystyle x} gilt
{\displaystyle \lambda (A)\,=\,\lambda (A+x)}.
Nun betrachtet man das Maß {\displaystyle \lambda } der oben angegebenen Vereinigung. Da {\displaystyle \lambda } σ-additiv ist, ist es auch monoton, das heißt {\displaystyle \lambda (A)\leq \lambda (B)} für {\displaystyle A\subseteq B}. Daraus folgt:
{\displaystyle 1\leq \lambda \left(\bigcup _{k=1}^{\infty }V_{k}\right)\leq 3.}
Wegen σ-Additivität folgt, da die {\displaystyle V_{k}} disjunkt sind:
{\displaystyle \lambda \left(\bigcup _{k=1}^{\infty }V_{k}\right)=\sum _{k=1}^{\infty }\lambda (V_{k})}
Wegen Translationsinvarianz gilt für jedes {\displaystyle k\in \mathbb {N} :\lambda (V_{k})=\lambda (V)}. Zusammen mit Obigem erhält man:
{\displaystyle 1\leq \sum _{k=1}^{\infty }\lambda (V)\leq 3.}
Das ist aber ein Widerspruch, weil {\displaystyle \lambda (V)=0} nicht möglich ist und {\displaystyle \lambda (V)>0} impliziert, dass {\displaystyle \sum _{k=1}^{\infty }\lambda (V)=\infty } gilt.
Daher ist {\displaystyle V} nicht messbar.